# Frans Zwollo sr.
Frans Zwollo sr. (Amsterdam, 4 april 1872 – Amstelveen, 31 januari 1945) was een Nederlandse edelsmid en sieraadontwerper. Samen met Jan Eisenloeffel heeft Zwollo grote invloed uitgeoefend op de edelsmeedkunst.

## Leven en werk
Zwollo was de jongste zoon van Johannes (Jan) Zwollo sr., zilversmid en bedrijfsleider van de zilverfabriek van de firma Bonebakker, en Johanna Francisca Clara Meijer. Hij leerde, net als zijn broers Maarten Zwollo en Johannes Zwollo jr., de beginselen van het vak van zijn vader. Hij bezocht de Amsterdamse Teekenschool voor Kunstambachten en leerde ciseleren bij de zilversmid Frans Wildring. Van 1888 tot 1892 was hij werkzaam bij de firma Bonebakker en Zoon en werkte vervolgens korte tijd bij de firma Delheid in Brussel. Vanaf 1893 was hij zelfstandig zilversmid in Amsterdam, hij maakte af en toe werk in opdracht voor de firma's Bonebakker en Hoeker & Zoon.
Van 1897 tot 1907 was Zwollo docent metaalbewerking aan de Haarlemse School voor Kunstnijverheid. Hij leerde er Karel de Bazel kennen en kwam via hem in contact met de theosofie. Zwollo, De Bazel en diens compagnon Mathieu Lauweriks werkten van 1900 tot 1901 bij 't Binnenhuis. Zwollo werkte mee aan de door De Bazel ontworpen Amsterdamse wieg (1909), een geschenk van Amsterdamse vrouwen voor koningin Wilhelmina. Van 1910 tot 1914 gaf hij, onder Lauweriks, les aan de Staatliches Handfertigkeit Seminar in het Duitse Hagen en werd chef van de Hagener Silberschmiede. Na het uitbreken van de Eerste Wereldoorlog keerde hij terug naar Nederland.
Hij was van 1914 tot 1931 als docent verbonden aan de Academie in Den Haag en gaf les aan onder anderen zijn zoon Frans Zwollo jr. en Willem Valk. Hij had een eigen atelier in Den Haag, waar hij onder meer werk maakte voor Helene Kröller-Müller. Van 1935 tot zijn pensionering in 1937 was Zwollo docent aan de Vakschool Schoonhoven. Op latere leeftijd werkte hij nog samen met zijn neef Marinus Zwollo.
Vanaf de oprichting in 1904 was Zwollo lid van de Vereeniging voor Ambachts- en Nijverheidskunst (VANK), hij was daarnaast lid van Arti et Industriae.

## Foto's van werken

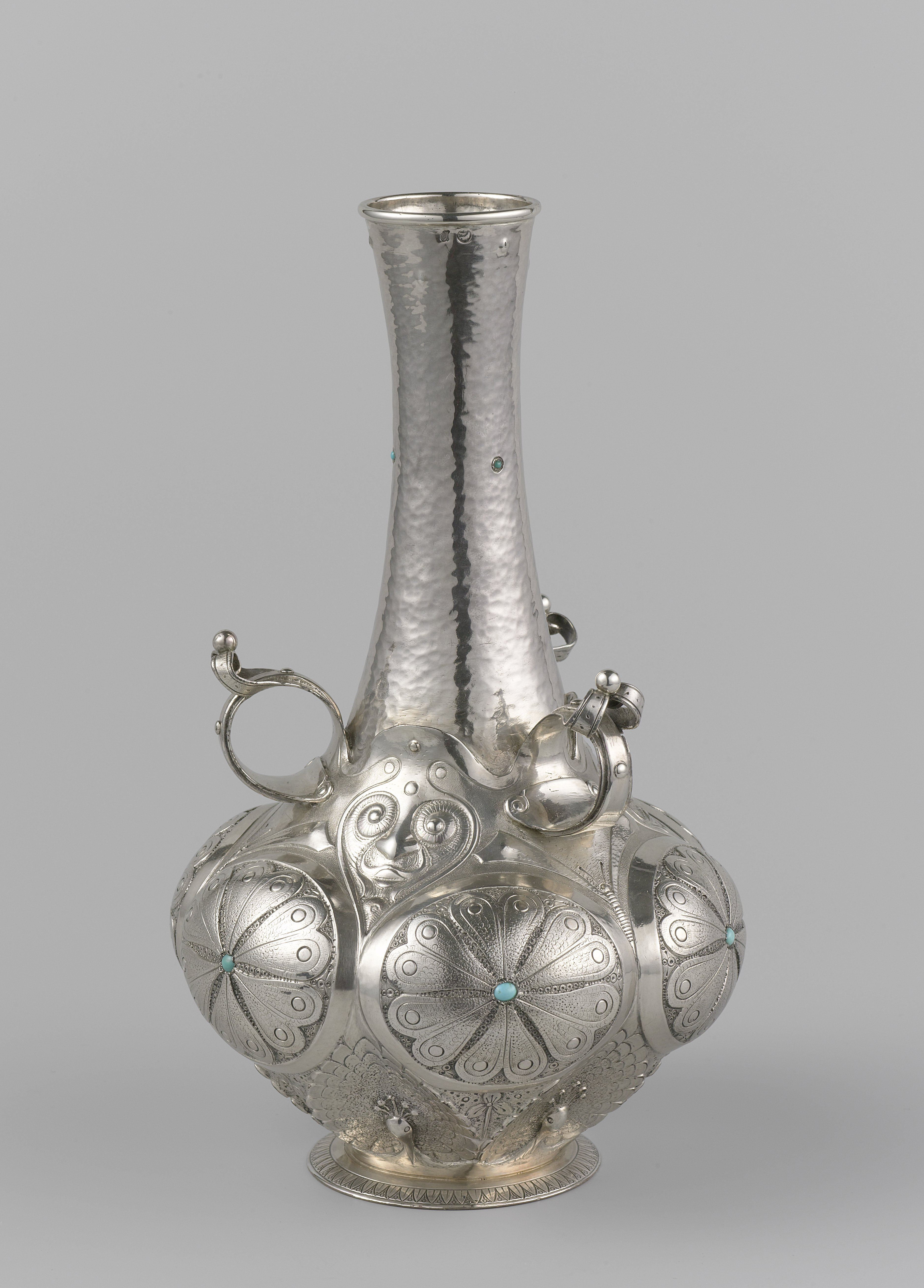
Ronde vaas versierd met een band van gestileerde bladmotieven (1900)
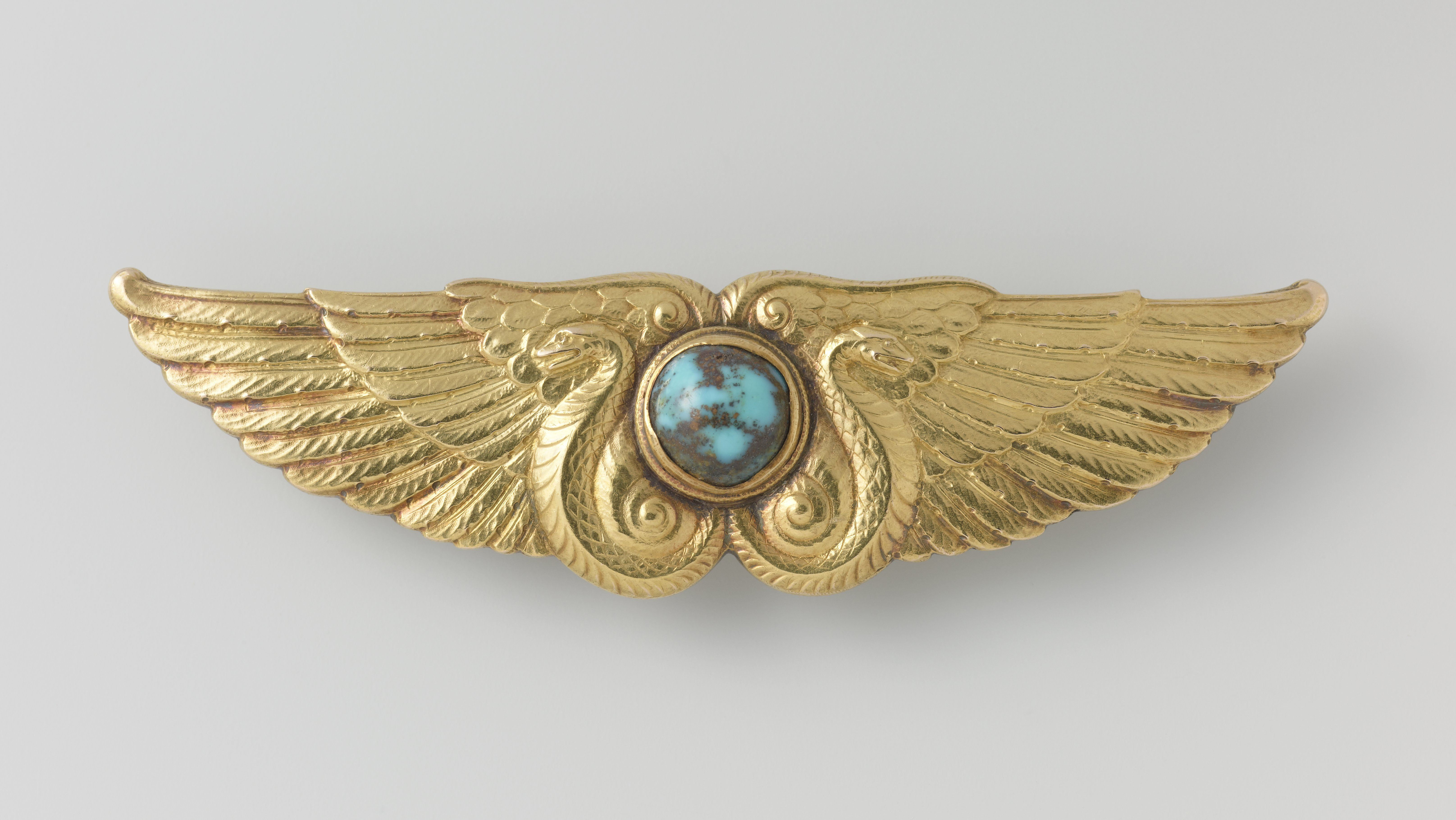
Broche van goud en turkoois (ca. 1906)
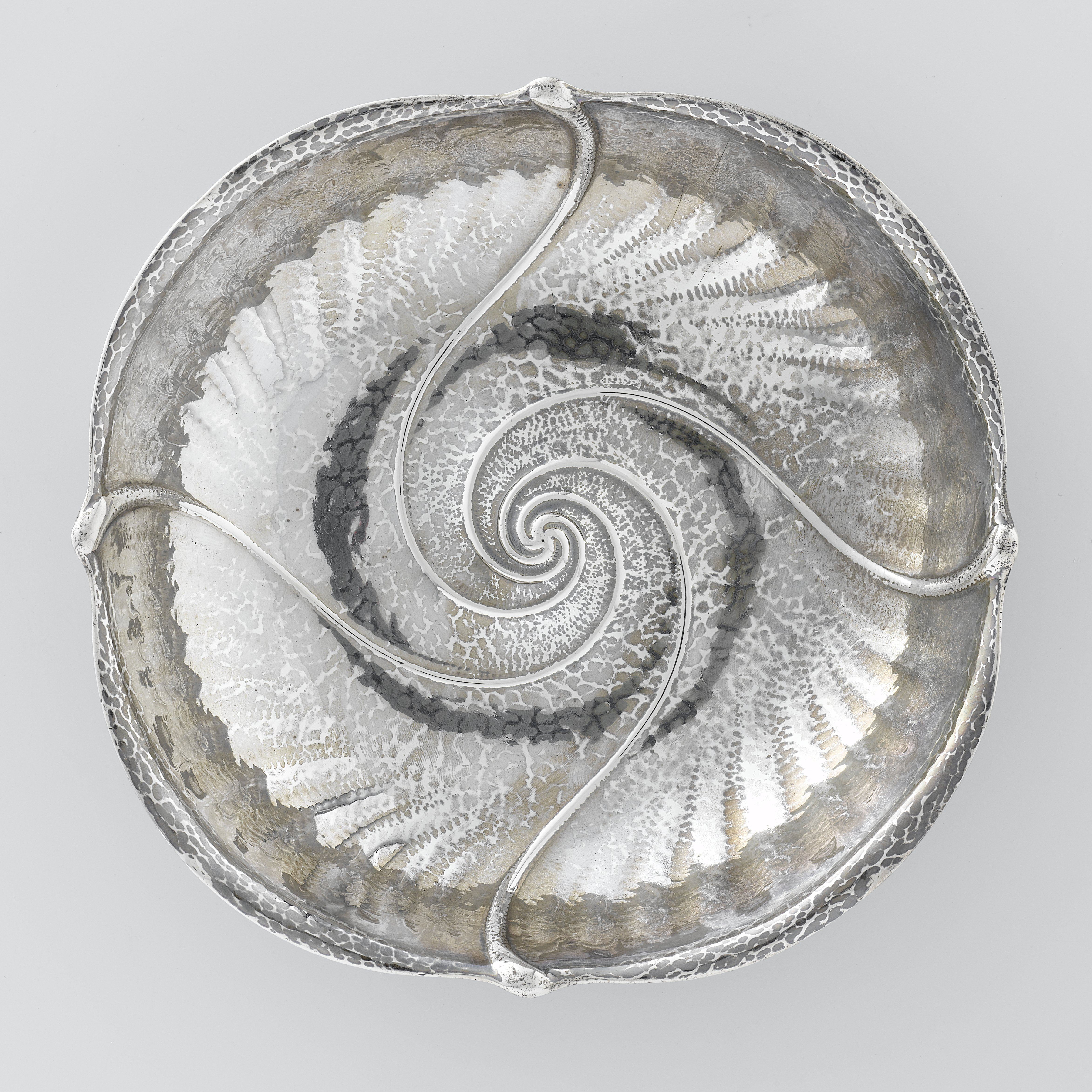
Rond schaaltje met gevoluteerde bovenrand (1921)

## Erkenning
Zwollo won een bronzen medaille op de Wereldtentoonstelling van 1900 in Parijs. Hij won driemaal een gouden medaille: in 1902 op een internationale tentoonstelling voor decoratieve kunst in Turijn, in 1907 in Amsterdam en in 1925 in Parijs op de Exposition Internationale des Arts Décoratifs et Industriels Modernes.

## Werk in openbare collecties (selectie)
- Gemeentemuseum Den Haag[2]
- Rijksmuseum Amsterdam[3]

- Bibliothèque nationale de France: cb119663111 (data)
- Biografisch Portaal: 42298131
- Digitale Bibliotheek voor de Nederlandse Letteren: zwol007
- Gemeinsame Normdatei: 118637568
- International Standard Name Identifier: 0000 0000 6677 9791
- Library of Congress Control Number: n82149245
- Nederlandse Thesaurus van Auteursnamen: 068988265
- RKD-Nederlands Instituut voor Kunstgeschiedenis: 92122
- Système universitaire de documentation: 027669971
- Union List of Artist Names: 500095147
- Virtual International Authority File: 59877691
- WorldCat: E39PBJhXbrhGyxrBwwChHFQTHC